# Joseph Rendjambe Issani
 (mars 2017).
Joseph Rendjambe Issani, né le 31 mai 1939 à Omboue Fernan Vaz (Gabon) et mort à Libreville le 23 mai 1990, est un homme politique gabonais.

## Biographie
Enfance et formation
Joseph Rendjambe Issani, né le 31 mai 1939 à Omboué, dans la région de Fernan-Vaz au Gabon, et mort le 23 mai 1990, est un homme politique gabonais. Héritier du trône royal d’Omboué, il effectue des études de philosophie à la Sorbonne, en France, avant de poursuivre un cursus en sciences économiques en République tchèque, où il obtient un doctorat. En 1990, il devient le premier secrétaire général du Parti gabonais du progrès (PGP).

## Décès et conséquences
Joseph Rendjambe Issani meurt en mai 1990 dans une chambre d'hôtel à Libreville, dans des circonstances demeurées obscures. La vague de protestations qui s’ensuit conduit à la destruction de l’établissement hôtelier concerné[^1].
Malgré l’instauration d’un couvre-feu, des manifestations persistent à Libreville et à Port-Gentil, où les protestataires réclament la démission du président de la République, Omar Bongo, qu’ils soupçonnent d’implication dans la mort de Rendjambe. Ces événements témoignent de l’influence de ce dernier dans la vie politique gabonaise et de sa place marquante dans l’histoire contemporaine du pays,,,,,,,.

## Hommages
L'aéroport international de Port-Gentil porte son nom depuis 2025. L'ancien hôtel Dowé doit être reconstruit et prendre le nom de Joseph Rendjambé Issani.